# Mauricio Rojas Mullor
Mauricio José Rojas Mullor (Santiago, 28 de junio de 1950) es un político, historiador económico y escritor chileno, nacionalizado sueco. Fue ministro de las Culturas, las Artes y el Patrimonio de Chile en el segundo gobierno del presidente Sebastián Piñera durante cuatro días, desde el 9 al 13 de agosto de 2018, cuando presentó su renuncia.
Fue parlamentario por el Partido Popular Liberal de Suecia (FP) entre 2002 y 2008, cuando dejó el puesto para hacerse cargo de la dirección de la Escuela de Profesionales de Inmigración y Cooperación (EPIC), organismo dependiente de la Comunidad de Madrid que dirigió hasta septiembre de 2012.[cita requerida] En 2014 pasó a ser Senior Fellow de la Fundación para el Progreso de Chile y miembro del directorio de la Fundación Internacional para la Libertad presidida por Mario Vargas Llosa. En 2016 asumió la dirección de la cátedra Adam Smith de la Universidad del Desarrollo de Chile.

## Biografía
Es hijo del matrimonio compuesto por José Rojas Inostroza y Juana Luz Mullor Guzmán, está última fue sindicalista y militante del Partido Socialista (PS), quien votó por Salvador Allende en sus cuatro campañas presidenciales. Separada, crio a Mauricio junto a su padre, un inmigrante español, católico y franquista. Está casado con Mónica Beatriz Mullor Navarro.
Según ha asegurado, fue militante del Movimiento de Izquierda Revolucionaria (MIR) entre los años 1967 y 1969. Egresó del Liceo de Aplicación en 1966 e ingresó a estudiar derecho en la Universidad de Chile en 1967, carrera que luego abandonó para trabajar en la Corporación de la Vivienda (Corvi) durante el gobierno de la Unidad Popular.
Tras el golpe militar de septiembre de 1973, su madre Juana Mullor fue detenida por los organismos represivos de la dictadura en Villa Grimaldi por esconder en su casa a un profesor socialista que era buscado. Mauricio Rojas se trasladó en octubre de 1973 a la ciudad polaca de Oświęcim (la antigua Auschwitz) para luego llegar, en enero de 1974, a Suecia, donde vivía su madre, quien era refugiada política en ese país. Mauricio Rojas obtuvo la residencia en Suecia a través de las leyes de reunificación familiar que existían en esa época (no en calidad de refugiado político).
En Suecia, inicialmente participó en el Grupo de Apoyo al MIR hasta 1975. Según Rojas, inicialmente se enlistó en cursos de mecánica (con el objetivo de construir armas) y habría intentado viajar a Cuba para recibir entrenamiento guerrillero, pero no habría podido por temas burocráticos. Sin embargo, en los años posteriores se adhirió a las ideas del liberalismo. Se convirtió en un fuerte crítico de las ideas de izquierda, lo que lo alejaron de su madre. En 1979, ella le dijo: “Me arruinaste la vida”, luego de leer alguna de las columnas que Rojas había publicado. Su madre falleció en Suecia en 1981 y un año después Rojas viajó a Chile con sus cenizas. En el cementerio él dio un pequeño discurso de homenaje a ella y a Allende.
Su cambio de ideología quedó plasmada en su tesis doctoral Renovatio Mundi, defendida en Lund en 1986. Rojas recibió un Ph.D. en historia económica de la universidad de esa ciudad (1986) y el título de docent (profesor adjunto) de la misma casa de estudios en 1995, donde fue profesor los años 1981 y 1999.
Ha escrito una veintena de libros publicados en diversos idiomas en los campos de la historia económica comparativa, la inmigración y acerca del modelo sueco y su Estado del bienestar. También ha escrito sobre temas de filosofía política, particularmente en referencia al pensamiento político marxista y al liberalismo. Entre los años 1999 y 2004 trabajó como vicedirector y director de Timbro, un think tank liberal de Estocolmo.

### Miembro del parlamento sueco
Inicialmente, Rojas colaboró con el Partido Moderado. Sin embargo, en 2002 fue presentado como independiente dentro de la lista del Partido Popular Liberal, lo que le permitió ser electo como miembro del Riksdag, el parlamento unicameral sueco. En 2004 formalizó su ingreso al PPL y se convirtió en el principal portavoz de las políticas de integración e inmigración de dicho partido.
El año 2006, el órgano de las juventudes de su partido (Liberala ungdomsförbundet) exige que lo echen de su cargo como vocero, a causa de las declaraciones xenófobas que, según el vocero de las juventudes del partido Fredrik Malm, habría esgrimido.
 Aunque no fue elegido en los comicios de 2006, estuvo solo unos días alejado del Riksdag, pues asumió el escaño de Lars Leijonborg (líder del PPL), quien asumió como ministro de Educación del nuevo gobierno. Rojas participó en las comisiones de Constitución (2007-2008) y de Mercado de Trabajo. A fines de 2008 anunció su renuncia al Parlamento sueco.

### Actividades académicas

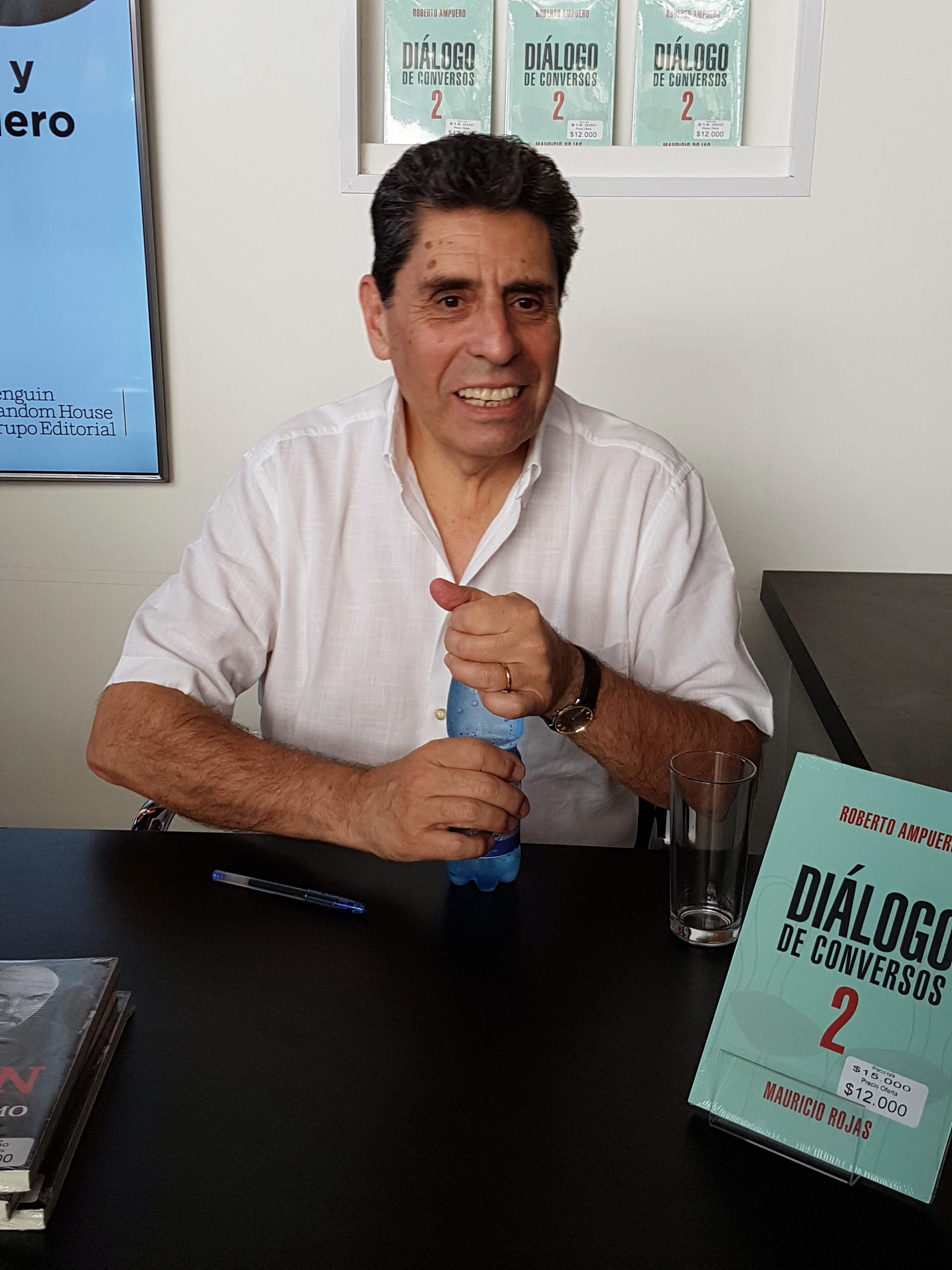
Rojas en la FILSA 2017

En diciembre de 2009 fue nombrado director del Observatorio para la Inmigración y la Cooperación al Desarrollo de la Universidad Rey Juan Carlos de Madrid, cargo que desempeñó hasta 2012. En 2014 pasó a ser Senior Fellow de la Fundación para el Progreso de Chile. Es miembro del directorio de la Fundación Internacional para la Libertad que dirige Mario Vargas Llosa y profesor visitante de la Universidad Francisco Marroquín de Guatemala. Desde 2016 dirige la cátedra Adam Smith de la Universidad del Desarrollo.
Ha recibido diversos premios —como el IV Premio Educación y Libertad Internacional 2008 de ACADE-Fundel—, participado en importantes encuentros internacionales, como el de Bilderberg 1999, y dirigido seminarios y cursos al más alto nivel, como el Encuentro Internacional sobre Inmigración e Integración organizado en agosto de 2011 por la Universidad Internacional Menéndez Pelayo.
En noviembre de 2011 visitó Chile invitado por el gobierno y dio una conferencia en el Palacio de La Moneda: La crisis europea y sus lecciones para Chile. En marzo del año siguiente, 2012, participó, invitado por Mario Vargas Llosa, en el encuentro internacional de la Fundación Internacional para la Libertad celebrado en Lima. En octubre fue uno de los dos oradores invitados, junto con el presidente de Chile, Sebastián Piñera, en la cena aniversario del Instituto Libertad y Desarrollo (LyD), celebrada en Santiago; en abril de 2013 fue uno de los oradores en el encuentro internacional realizado en Rosario y Buenos Aires por la Fundación Libertad para celebrar su 25 aniversario. Participa regularmente en los encuentros anuales del Foro Atlántico en Madrid y otras actividades de la Fundación Internacional para la Libertad; ha realizado giras por Chile en 2015, 2016 y 2017 presentando sus libros. 
Colabora habitualmente en diversos diarios y revistas, como Svenska Dagbladet y Axess de Suecia, Libertad Digital y La Ilustración Liberal de España, 14 y Medio de Cuba, Pulso y El Líbero de Chile.

### Retorno a la política chilena
En 2013, Rojas fue invitado por el presidente Sebastián Piñera para escribir un libro de entrevistas que retrataran la experiencia del primer gobierno de derecha en Chile tras el retorno de la democracia. La publicación del libro Conversando con Sebastián Piñera permitió que Rojas se acercara al mandatario y se convirtiera en uno de sus principales asesores tras el fin de su mandato, en marzo de 2014. En 2016 lanzó "La historia se escribe hacia adelante" donde nuevamente hace una revisión del primer gobierno de Piñera.
Luego que Piñera asumiera nuevamente la presidencia, el 11 de marzo de 2018, se incorporó formalmente al gobierno como director de Contenidos y Estrategias de la Presidencia. En dicho cargo era uno de los responsables de los discursos presidenciales.

### Nombramiento como ministro y controversias
El jueves 9 de agosto de 2018, fue designado como ministro de las Culturas, las Artes y el Patrimonio, en reemplazo de Alejandra Pérez Lecaros. Su nombramiento generó polémica, producto de unas declaraciones que Rojas realizó a CNN en Español en 2016, donde cuestionó y criticó la labor del Museo de la Memoria y los Derechos Humanos. Las declaraciones le valieron críticas de parte de intelectuales y diversas personalidades, como el poeta Raúl Zurita, quienes abiertamente exigieron su salida del cargo. El grupo musical Los Jaivas, incluso, decidió no participar de un homenaje que se les realizaría el 12 de agosto, aun cuando el mismo Rojas se había restado de la actividad el día anterior.
En las mismas fechas posteriores a su nombramiento como ministro de Cultura, el exsecretario general del MIR, Andrés Pascal Allende, negó que Rojas haya militado en el movimiento, señalando que durante el gobierno de la Unidad Popular (UP) se encontraba en Europa, y al regresar a Chile en 1972 se integró a un grupo trotskista que no tenía relación con el MIR.
Las polémicas levantadas durante el fin de semana posterior a su nombramiento finalmente desencadenaron su renuncia al ministerio, formalizada el lunes 13 de agosto de 2018; siendo la segunda más rápida desde el retorno a la democracia en 1990, la primera ocurrió en el primer mandato de Piñera cuando Fernando Echeverría asumió y renunció al Ministerio de Energía en 3 días. En su reemplazo, asumió la arqueóloga Consuelo Valdés.

### Actividades posteriores
En marzo de 2019 participó como panelista en el programa de Televisión Nacional de Chile Estado nacional, un programa de debate político. Trabajó hasta el 30 de junio de 2019, cuando fue desvinculado, luego de un tenso debate entre el y la senadora Yasna Provoste.
El 23 de abril de 2019, asumió como director suplente del directorio de Aguas Andinas.

## Obras
- Diario de un reencuentro. Chile treinta años después, El Mercurio-Aguilar, Santiago, 2007. ISBN 9789562395496
- Reinventar el Estado del bienestar. La experiencia de Suecia, con prólogo de José María Aznar; Editorial Gota a Gota, Madrid, 2008. ISBN 9788496729216
- Pasión por la libertad. El liberalismo integral de Mario Vargas Llosa, Gota a Gota, Madrid, 2011. ISBN 9788496729247
- Madrid, ciudad para compartir. El modelo Madrid de integración de los inmigrantes, Editorial Sepha, Málaga, 2012. ISBN 9788493992798
- Argentina. Breve historia de un largo fracaso, Grupo Editorial Temas, Buenos Aires, 2012. ISBN 9789871826506
- Conversando con Sebastián Piñera, Planeta - La Tercera, 2014. ISBN 9789504939573
- Suecia, el otro modelo, FPP, Santiago de Chile, 2014. ISBN 9789569225116
- Diálogo de conversos, con Roberto Ampuero; Debate, Santiago, 2015. ISBN 9789562624770
- La libertad y sus enemigos. Ensayos liberales para un Chile emergente, Uqbar, Santiago, 2016. ISBN 9789563760323
- La historia se escribe hacia adelante. Trece protagonistas de un gobierno, Uqbar, Santiago, 2016. ISBN 9789563760354
- Lenin y el totalitarismo, Debate, Santiago, 2017. ISBN 9789569545498
- Diálogo de conversos 2, con Roberto Ampuero; Sudamericana, Santiago, 2017. ISBN 9789562625005
- 94 Horas: Crónica de una Infamia; Ediciones El Líbero, Santiago, 2018. ISBN 9789569981067
- El Libro Negro del Comunismo Chileno; Ediciones El Líbero, Santiago, 2021. ISBN 9789569981197